# Монјумент (Пенсилванија)
Монјумент (енгл. Monument) насељено је место без административног статуса у америчкој савезној држави Пенсилванија.

## Демографија
По попису из 2010. године број становника је 150, што је 17 (12,8%) становника више него 2000. године.
| Група             | 2000.       | 2010.       |
| Белци             | 131 (98,5%) | 149 (99,3%) |
| Афроамериканци    | 0 (0,0%)    | 0 (0,0%)    |
| Азијати           | 0 (0,0%)    | 0 (0,0%)    |
| Хиспаноамериканци | 0 (0,0%)    | 1 (0,7%)    |
| Укупно            | 133         | 150         |